# Niort-de-Sault
Niort-de-Sault é uma comuna francesa na região administrativa de Occitânia, no departamento de Aude. Estende-se por uma área de 22,11 km². Em 2010 a comuna tinha 36 habitantes (densidade: 1,6 hab./km²).